# Sungai Pinang (kabupaten Kotabaru)
Sungai Pinang – wieś (desa) w kecamatanie Kelumpang Tengah, w kabupatenie Kotabaru w prowincji Borneo Południowe w Indonezji.
Miejscowość ta leży w południowejczęści kecamatanu, nad Cieśniną Makasarską.